# Samuli Piippo
Samuli Piippo, född 1 januari 1980, är en finländsk bågskytt. Han deltog vid olympiska sommarspelen 2016.